# 高槻市立如是小学校
高槻市立如是小学校（たかつきしりつ にょぜしょうがっこう）は、大阪府高槻市如是町にある公立小学校。
高槻市の市立小学校としては、最も広い運動場を有している。

## 沿革
学制発布に伴い、1874年に当時の島上郡津之江村に設置された小学校を起源としている。町村制実施により津之江・東五百住・西五百住・芝生・庄所の5村が合併して如是村となったことに伴い、如是小学校となった。学校設置の経緯から、町村制に基づく如是村発足後も大字（旧村）によっては別の村の学校に通学していたが、後年になって如是小学校の校区に編入されている。
村名および学校名は、地域を流れる女瀬川（にょぜがわ、現在は「如是川」とも表記する）から、経典の同音の「如是我聞」の字をあてて名付けられている。
1934年9月21日、室戸台風の暴風雨により木造校舎が倒壊、児童30名と教員2名が死亡するなどの大きな被害を出した。校内には室戸台風殉難之碑が建立されている。
地域の宅地化により1960年代以降には児童数が急増した。このことに伴い1970年以降、芝生・津之江・五百住の3小学校を相次いで分離している。
- 1874年（明治7年） - 第3小区五番小学校として創立。
- 1879年（明治12年） - 島上郡公立津之江小学校に改称。
- 1884年（明治17年） - 公立五百住小学校を合併。
- 1893年（明治26年） - 島上郡如是尋常小学校に改称。
- 1893年（明治26年） - 芝生地区を唐崎尋常小学校（高槻市立三箇牧小学校の前身校の一つ）校区から編入。
- 1896年（明治29年） - 郡の合併により、三島郡如是尋常小学校と称する。
- 1901年（明治35年） - 西五百住地区を富田尋常小学校（現在の高槻市立富田小学校）校区から編入。
- 1917年（大正6年） - 庄所地区を高槻尋常小学校（現在の高槻市立高槻小学校）校区より編入。
- 1931年（昭和6年） - 高等科を併置。三島郡如是尋常高等小学校に改称。
- 1934年（昭和9年）9月21日 - 室戸台風で校舎被害。
- 1935年（昭和10年） - 高等科を廃止。三島郡如是尋常小学校に改称。如是村は高槻町に編入。
- 1941年（昭和16年）4月1日 - 国民学校令により、三島郡如是国民学校に改称。
- 1943年（昭和18年）1月 - 高槻市の市制施行により、高槻市如是国民学校に改称。
- 1947年（昭和22年） - 学制改革により、高槻市立如是小学校に改称。
- 1954年（昭和29年） - 校旗制定。
- 1957年（昭和32年） - プール完工。
- 1967年（昭和42年）7月10日 - 集中豪雨により女瀬川の堤防が決壊し、校舎浸水。
- 1970年（昭和45年）4月1日 - 高槻市立芝生小学校を分離。
- 1971年（昭和46年） - 養護学級設置。
- 1973年（昭和48年）4月1日 - 高槻市立津之江小学校を分離。
- 1975年（昭和50年）4月1日 - 高槻市立五百住小学校を分離。
- 1997年（平成9年） - コンピュータ室設置。

## 通学区域
- 高槻市 如是町、津之江町2・3丁目。

卒業生は基本的に高槻市立如是中学校に進学する。

## 交通
- 東海道本線（JR京都線） 摂津富田駅 東へ約1.2km。
- 阪急京都線 富田駅 東へ約1.2km。
- 高槻市営バス 如是校前バス停

## 著名な出身者
- 辻元清美（衆議院議員）※奈良県吉野郡大淀町立桜ヶ丘小学校から転入、大阪市立愛日小学校へ転校